# Stromerzeugung in Nordkorea
Die Stromerzeugung in Nordkorea beruht gemäß der Staatsideologie auf den im Land vorkommenden Primärenergieträgern Wasserkraft und fossilen Brennstoffen. Nordkorea betreibt daher ein Inselnetz mit einer Frequenz von 60 Hertz. Es gibt keine verlässlichen Zahlen zur Stromerzeugung. Für die letzten Jahre wird die Stromerzeugung je nach Quelle auf etwa 20 bis 30 TWh geschätzt. Der Anteil von Wasserkraft ist etwa gleich hoch wie der Anteil fossiler Energien mit Schwankungen über die Jahre. Die aktuelle Stromerzeugung ist deutlich geringer als noch 1990, als rund 50 TWh produziert wurden und damit weit unter dem Bedarf von industriellen und privaten Verbrauchern. Sie ist ein Schwachpunkt bei der Entwicklung der nordkoreanischen Wirtschaft.

## Geschichte der Stromerzeugung
Das erste große Kraftwerk errichteten die Japaner in der Zeit der Kolonisierung Koreas. Das Wasserkraftwerk Supung produzierte seit seiner Errichtung 1941 90 % des Stroms auf der koreanischen Halbinsel. Weitere Wasserkraftanlagen entlang des Yalu wurden unter japanischer Besatzung begonnen, aber bis 1945 nicht mehr fertiggestellt. Da seinerzeit auch der angrenzende Teil Chinas als Mandschukuo japanische Kolonie war, spielt die Grenze am Yalu keine Rolle. Nach der Unabhängigkeit Koreas und der Zerstörung der Staudämme im Koreakrieg stellten Nordkorea und China die Staudämme gemeinsam wieder her und nutzen seither den in Wasserkraftanlagen am Yalu gewonnenen Strom zu gleichen Teilen.
Da die hohen Investitionen für Wasserkraft die nordkoreanische Wirtschaft überforderten, erweiterte das Land seit den 1960er Jahren den Kraftwerkspark um Kohlekraftwerke und nutzt damit die zweite im Land vorhandene Energieressource. Neben den Kohlekraftwerken, darunter das Kraftwerk Pukchang, größtes Kraftwerk im Land, kam in den 1970er Jahren auch ein Ölkraftwerk hinzu. Der Ausbau der fossilen Kraftwerke erfolgte mit technologischer Hilfe aus der Sowjetunion, die mit Unterbrechungen gewährt wurde, abhängig von der politischen Großwetterlage.
Nach 1990 sank die Stromerzeugung deutlich. Als Gründe werden der Wegfall von Solidaritätslieferungen mit Erdöl aus der Sowjetunion, der auch den Transportsektor traf, der Rückgang der Kohleförderung (und -verteilung) im Land sowie Hochwasserschäden an Kohleminen und Wasserkraftwerken genannt. Nachdem Nordkorea ein Kernforschungsprogramm mit der zivilen Nutzung der Kernkraft begründete und dem Atomwaffensperrvertrag beitrat, beschlossen die ausländischen Vertragsstaaten USA, Japan, Südkorea und die EU („Vier-Parteien-Gespräche“) Nordkorea das Kernkraftwerk Kŭmho in Sinpo als Gegenleistung für den Verzicht der Fortführung des Kernwaffenprogramms zu finanzieren und zu errichten. Nach dem Scheitern dieses Prozesses wurden die weit fortgeschrittenen Bauarbeiten am Kraftwerk im Dezember 2003 eingestellt.

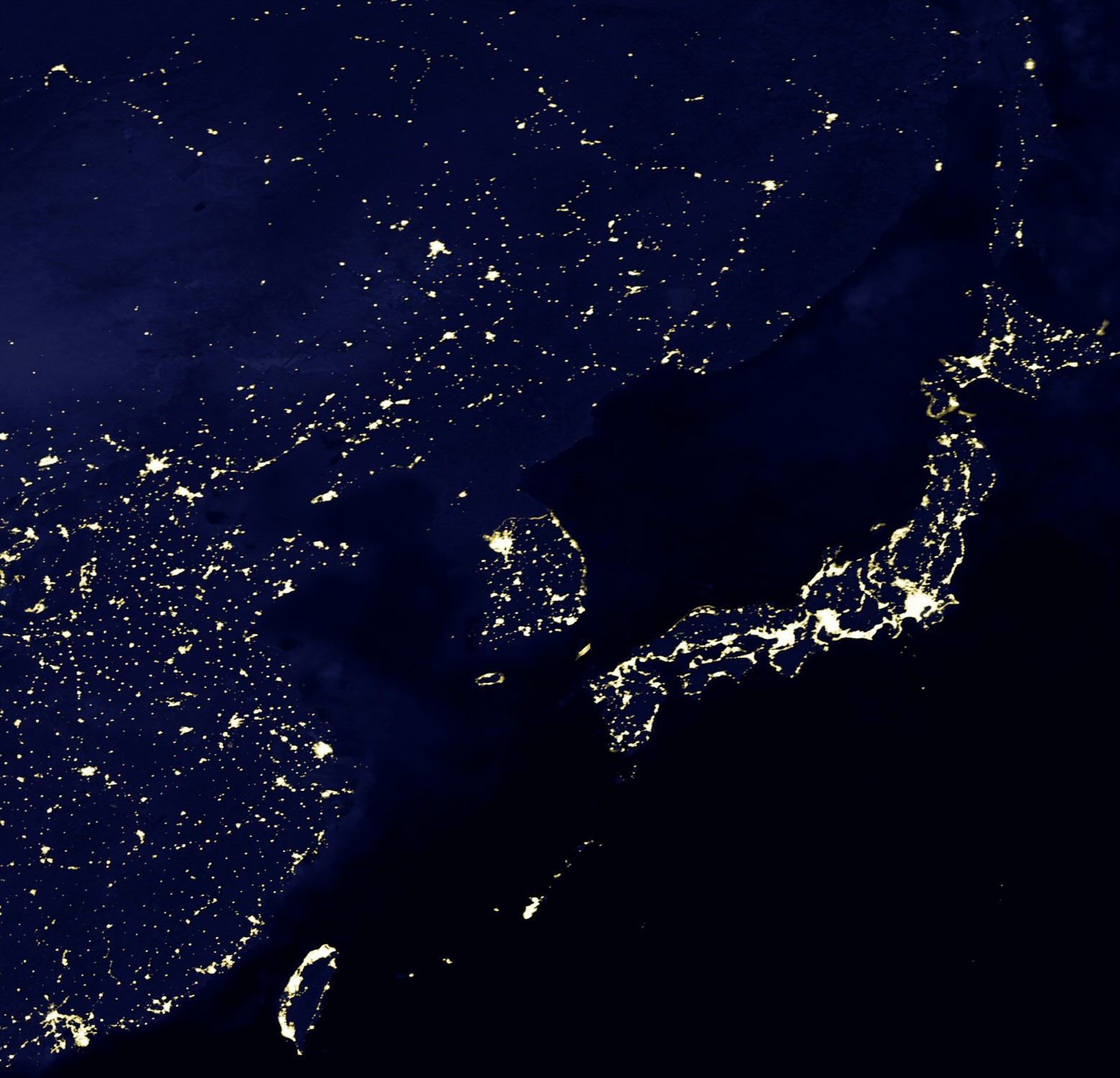
Ein nächtliches Satellitenfoto Ostasiens mit Südkorea in der Bildmitte. Nordkorea ist als flächenhaft dunkel zu erkennen – nur Pjöngjang und 6 sehr kleine Punkte leuchten.

Auch aktuelle Schätzungen der Stromproduktion gehen davon aus, dass sie weiterhin deutlich unter den Ergebnissen von vor 1990 bleibt. Damit bleibt die Stromerzeugung ein Flaschenhals bei der wirtschaftlichen Entwicklung des Landes. Prekär wird die Situation dadurch, dass auch Kohlebergwerke aufgrund Strommangels unter ihrer technischen Kapazität arbeiten und damit Brennstoff für die Stromerzeugung fehlt.
| Jahr | installierte Leistung [GW] | produzierte Energie [TWh] | Bemerkung                    |
| ---- | -------------------------- | ------------------------- | ---------------------------- |
| 1960 |                            | 9,1                       |                              |
| 1970 |                            | 16,5                      |                              |
| 1976 | 4,4                        | 28                        |                              |
| 1980 | 5,4                        | 25                        | Globalsecurity               |
| 1984 |                            | 50                        | Globalsecurity               |
| 1988 |                            | 55                        | Globalsecurity               |
| 1990 | 7,14                       | 46                        | Globalsecurity, Nautilus     |
| 1990 | 4,29 (nur Hydro)           |                           | Globalsecurity               |
| 1990 |                            | 56,4                      | Umweltministerium Nordkorea  |
| 1996 | 6,2                        | 23                        | Nautilus                     |
| 1998 |                            | 25,6                      | Umweltministerium Nordkorea  |
| 1998 |                            | 16,6 (nur Hydro)          | Umweltministerium Nordkorea  |
| 1999 | 7,4                        |                           | Globalsecurity               |
| 2000 |                            | 25,9                      | Umweltministerium Nordkorea  |
| 2000 |                            | 19,2                      | KEEI                         |
| 2000 |                            | 12,6                      | Nautilus                     |
| 2003 |                            | 30,01                     | ?                            |
| 2004 |                            | 20,6                      | Regierung Südkorea           |
| 2005 |                            | 21,6                      | Regierung Südkorea           |
| 2005 |                            | 16,5                      | Nautilus                     |
| 2006 |                            | 22,5                      | Regierung Südkorea           |
| 2007 |                            | 23,7                      | Regierung Südkorea           |
| 2008 |                            | 25,5                      | Regierung Südkorea           |
| 2009 |                            | 23,5                      | Regierung Südkorea           |
| 2009 |                            | 16,3 (1)                  | Statistisches Büro Nordkorea |

## Wasserkraftwerke
Mit seinem bergigen Terrain und Niederschlägen von über 1.000 mm pro Jahr hat Nordkorea große Potentiale für die Nutzung von Wasserkraft. Schätzungen gehen davon aus, dass die installierte Leistung bisher gebauter Wasserkraftwerke von etwas über 4.000 MW auf über 10.000 MW gesteigert werden kann.
Nachteil der Wasserkraft ist der hohe Erschließungsaufwand in oft bergigem schwer zugänglichem Terrain, das Fehlen schwerer Technik und der jahreszeitlich unterschiedliche Wasserabfluss (z. B. Schneeschmelze) mit reduziertem Dargebot im Winter.
| Name                                | Provinz        | Fertigstellung | installierte Leistung in MW | Fluss         | Status                 | Bemerkungen                                                    | Koordinaten                   |
| ----------------------------------- | -------------- | -------------- | --------------------------- | ------------- | ---------------------- | -------------------------------------------------------------- | ----------------------------- |
| Wasserkraftwerk Anbyon (Kumgangsam) | Kangwŏn-do     | 199?           | 810                         | Bukhangang    | in Teilbetrieb/ im Bau | Wasserzufuhr mehrerer Stauseen über Tunnel. Endausbau fraglich |                               |
| Supung-Talsperre                    | P’yŏngan-pukto | 1941           | 765 /2                      | Yalu          | in Betrieb             | 50:50-Teilung mit China                                        | 40° 27′ 40″ N, 124° 57′ 43″ O |
| Wasserkraftwerk Sodusu 1 – 3        | Ryanggang-do   | 1982           | 455                         |               | in Betrieb             | Wasserzufuhr mehrerer Stauseen über Tunnel                     |                               |
| Yunfeng-Stausee (Ounbong)           | Chagang-do     | 1967           | 400 /2                      | Yalu          | in Betrieb             | 50:50-Teilung mit China                                        | 41° 22′ 51″ N, 126° 30′ 52″ O |
| Wiwon-Stausee                       | Chagang-do     | 1989           | 400 /2                      | Yalu          | in Betrieb             | 50:50-Teilung mit China                                        | 40° 54′ 4″ N, 125° 58′ 23″ O  |
| Hochonggang-Stausee                 |                | 1958           | 394                         |               | in Betrieb             |                                                                |                               |
| Changjin-Stausee                    | Hamgyŏng-namdo | 1958           | 360                         | Changjin-gang | in Betrieb             |                                                                |                               |
| Pochongang-Stausee                  |                | 1956           | 260                         |               | in Betrieb             |                                                                |                               |
| Kangae-Stausee                      |                | 1965           | 246                         |               | in Betrieb             |                                                                |                               |
| Bujong-gang-Stausee                 |                | 19??           | 226                         |               | in Betrieb             |                                                                |                               |
| Taedong-gang-Stausee                | P’yŏngan-namdo | 1982           | 200                         | Taedong-gang  | in Betrieb             |                                                                | 39° 46′ 20″ N, 126° 20′ 55″ O |
| Nam-gang-Stausee                    |                | 1994           | 200                         |               | in Betrieb             |                                                                |                               |
| Taepyongman-Staustufe               | P’yŏngan-pukto | 1989           | 190 /2                      | Yalu          | in Betrieb             | 50:50-Teilung mit China                                        | 40° 21′ 10″ N, 124° 43′ 55″ O |
| Janjia-gang-Stausee                 | Chagang-do     | 1986           | 90                          |               | in Betrieb             |                                                                | 40° 22′ 30″ N, 124° 44′ 25″ O |
| Tonno-gang-Stausee                  |                | 1959           | 90                          |               | in Betrieb             |                                                                |                               |
| Taepenmang-Stausee                  |                | 1989           | 90                          |               | in Betrieb             |                                                                |                               |
| Huichon-Stausee                     |                | 2012           | 300                         | Ch’ŏngch’ŏn   | in Betrieb             |                                                                |                               |

## Thermische Kraftwerke
Fossile Kraftwerke nutzen die reichen Kohlevorkommen vor allem im westlichen Teil des Landes. Dagegen verfügt Nordkorea praktisch über keine nachgewiesenen Erdöl- oder Erdgasvorräte. Erdöl wird über eine Pipeline aus Russland importiert und in einem großen petrochemischen Komplex in Sunbong (Unggi), der auch ein Erdölkraftwerk umfasst, verarbeitet. Eine zweite Raffinerie, die über Pipeline von China aus mit Rohöl versorgt wird, befindet sich in der Nähe von Sinŭiju. Es ist unklar, ob hier ebenfalls ein Kraftwerk dazugehört.
| Name                       | Stadt, Provinz              | Fertigstellung | Energieträger      | installierte Leistung in MW | Status                 | Bemerkungen            | Koordinaten                   |
| -------------------------- | --------------------------- | -------------- | ------------------ | --------------------------- | ---------------------- | ---------------------- | ----------------------------- |
| Kraftwerk Pukchang         | Pukchang, P’yŏngan-namdo    | 1984           | Kohle (Anthrazit)  | 1600 MW                     | in Betrieb             | 16 mal 100 MW-Turbinen | 39° 35′ 5″ N, 126° 18′ 13″ O  |
| Kraftwerk Pjöngjang-Ost    | Pjöngjang                   |                | Kohle              | 600 MW                      | in Betrieb,?Teilausbau | KWK                    | 38° 58′ 9″ N, 125° 41′ 17″ O  |
| Kraftwerk Pjöngjang        | Pjöngjang                   | 1968           | Kohle              | 500 MW                      | in Betrieb             | KWK                    | 39° 0′ 33″ N, 125° 42′ 40″ O  |
| Kraftwerk Unggi – 16. Juni | Sunbong, Rasŏn              | 1973           | Erdöl              | 200 MW                      | in Betrieb             | im Raffineriekomplex   | 42° 19′ 36″ N, 130° 22′ 57″ O |
| Kraftwerk Chonchonang      | Chonchonang, P’yŏngan-namdo | 1984           | Kohle              | 200 MW                      | in Betrieb             |                        | 39° 40′ 30″ N, 125° 42′ 54″ O |
| Kraftwerk Sunchon          | Sunch'ŏn, P’yŏngan-namdo    | 1988           | Kohle              | 200 MW                      | in Betrieb             |                        | 39° 24′ 5″ N, 125° 58′ 6″ O   |
| Kraftwerk Chongjin         | Ch’ŏngjin, Hamgyŏng-pukto   | 1979           | Kohle (Braunkohle) | 150 MW                      | in Betrieb             |                        | 41° 45′ 40″ N, 129° 45′ 6″ O  |

## Sonstige Kraftwerke
Neben den großen Kraftwerken, die an das Stromnetz angeschlossen sind, bestehen im Land eine unbekannte Anzahl von kleinen Kraftwerken auf Kohle-, Biomasse-(Holz-) und Wasserbasis, die sowohl örtliche Stromnetze versorgen als auch Wärme bereitstellen, aber nicht an das nationale Netz angeschlossen sind.

### Solarenergie
Im Jahr 2019 nutzten schätzungsweise 55 % der nordkoreanischen Haushalte eigene Solarmodule. Nordkoreanische Haushalte haben schätzungsweise 2,88 Millionen Solarmodule installiert, von denen die meisten seit 2009 aus China importiert wurden. Schätzungsweise werden rund sieben Prozent der nordkoreanischen Stromversorgung schon mit privater Solarenergie abgedeckt.

## Stromnetz
Ein Stromnetz, bestehend aus 220-, 110- und 65-kV-Leitungen verbindet die Kraftwerksstandorte untereinander und mit den großen Verbrauchsschwerpunkten in den Städten und Industriezentren. Auch in offiziellen Dokumenten der nordkoreanischen Regierung wird das Stromnetz aufgrund hoher Leitungsverluste als einer der Schwachpunkte neben dem veralteten und ineffizienten Kraftwerkspark benannt (UNFCCC). Es existieren, soweit bekannt, keine direkten Verbindungen des nordkoreanischen Netzes mit dem Ausland. Aufgrund der unterschiedlichen Netzfrequenz (60 Hz in Nordkorea gegenüber 50 Hz in China und Russland) wären diese auch mit technischem Aufwand und Umwandlungsverlusten verbunden. Nach Südkorea stehen politische Gründe dagegen.
Ausnahmen bilden in grenznahen Bereichen die Versorgung der Sonderwirtschaftszone Kaesong von Südkorea aus sowie die gemeinsam mit China genutzten Wasserkraftanlagen am Yalu.